# Джеймс Глоувър
Джеймс Глоувър (на английски: James Glover) е английски психоаналитик и лекар. Глоувър умира рано, на 44 години от диабет и оставя малко публикации.

## Биография
Джеймс и по-малкия му брат Едуард Глоувър са родени в семейството на Матю Глоувър, учител и Елизабет Смит Шенкс, която идва от семейство на фермери. Глоувър учи в Глазгоу за лекар и хирург. След като болестта му е в напреднала фаза той пътува по света и се установява в Бразилия, за да практикува медицина. Анализиран е от Карл Абрахам в Берлин.